# Андерсон Луїз де Карвалью
Андерсон Луїз де Карвалью (порт. Anderson Luiz de Carvalho, нар. 19 липня 1981, Сан-Паулу), відоміший за прізвиськом Нене — бразильський футболіст, півзахисник клубу «Васко да Гама».
Насамперед відомий виступами за «Палмейрас» та «Монако», а також за футбольну олімпійську збірну Бразилії.

## Клубна кар'єра
Народився 19 липня 1981 року в місті Сан-Паулу. Вихованець юнацьких команд футбольних клубів «Баїя», «Спортінг» та «Корінтіанс».
У дорослому футболі дебютував 1999 року виступами за команду клубу «Пауліста», в якій провів два сезони, взявши участь у 32 матчах чемпіонату.
Своєю грою за цю команду привернув увагу представників тренерського штабу клубу «Палмейрас», до складу якого приєднався 2001 року. Відіграв за команду з Сан-Паулу наступний сезон своєї ігрової кар'єри. Більшість часу, проведеного у складі «Палмейраса», був основним гравцем команди.
У 2002 році уклав контракт з клубом «Сантус», у складі якого провів ще один рік. Граючи у складі «Сантуса» також здебільшого виходив на поле в основному складі команди. У складі «Сантуса» був одним з головних бомбардирів команди, маючи середню результативність на рівні 0,36 голу за гру першості.
Протягом 2003—2004 років захищав кольори команди клубу «Мальорка».
З 2004 року два сезони захищав кольори команди клубу «Алавес». Тренерським штабом нового клубу також розглядався як гравець «основи».
Протягом 2006—2007 років захищав кольори команди клубу «Сельта Віго». З 2007 року один сезон захищав кольори команди клубу «Монако». Протягом 2008—[[2009 років захищав кольори команди клубу «Еспаньйол», де грав на правах оренди.
З 2009 року знову, цього разу один сезон, захищав кольори команди клубу «Монако». Тренерським штабом клубу також розглядався як гравець «основи». В новому клубі був серед найкращих голеадорів, відзначаючись забитим голом в середньому щонайменше у кожній третій грі чемпіонату.
До складу клубу «Парі Сен-Жермен» приєднався 2010 року. Відіграв за паризьку команду 112 матчів у національному чемпіонаті.

## Виступи за збірну
У 2003 році дебютував у складі олімпійської збірної Бразилії. Провів у формі олімпійської футбольної команди країни 4 матчі, забивши 1 гол.

## Титули і досягнення

### Командні
- Чемпіон Ліги 1: 2012–13
- Чемпіон бразильської Серії C: 2001
- Переможець дивізіону А2 чемпіонату штату Пауліста: 2001
- Чемпіон штату Каріока: 2016
- Володар Трофею Ріо: 2020

### Індивідуальні
- Найкращий бомбардир Ліги 1: 2011–12 (21)
- Кращий легіонер Ліги 1: 2009–10
- Команда сезону Ліги 1 (2): 2010–11, 2011–12
- Кращий гравець Ліги Каріока: 2016
- Команда сезону Ліги Каріока: 2020